# Eulecanium pistaciae
Eulecanium pistaciae är en insektsart som beskrevs av Borchsenius 1955. Eulecanium pistaciae ingår i släktet Eulecanium och familjen skålsköldlöss.
Artens utbredningsområde är Armenien. Inga underarter finns listade i Catalogue of Life.